# Viktor Petschnik
Viktor Petschnik (* 21. Juli 1899 in Villach; † 8. Juli 1951 ebenda) war ein österreichischer Politiker (SPÖ) und Bahnbediensteter. Er war Abgeordneter zum Österreichischen Nationalrat und Bürgermeister von Villach.

## Leben
Viktor Petschnik wurde am 21. Juli 1899 als Sohn von Josef (* 21. Jänner 1866) und Antonia (Anna) (geborene Bacher; * 1. April 1872) in Villach geboren und am 24. Juli 1899 auf den Namen Viktor getauft. Ihre Eltern hatten am 7. Mai 1899 geheiratet. Am 22. September 1920 wechselte sie von der römisch-katholischen Kirche zur evangelischen Kirche und war ab 10. März 1936 konfessionslos.
Petschnik besuchte die Volksschule und erlernte den Beruf des Schlossers. Er trat 1921 in den Dienst der Bundesbahn und wirkte als Sekretär der Eisenbahnergewerkschaft. Nachdem er Vizebürgermeister der Gemeinde Landskron gewesen war, wurde er aus politischen Gründen zu einer Freiheitsstrafe von eineinhalb Jahren Kerker verurteilt. Nach dem Zweiten Weltkrieg wurde Petschnik auf Weisung der kommissarischen Kärntner Landesregierung zum „Kommissarischen Oberbürgermeister von Villach“ ernannt und wirkte in der Folge bis 1951 als Bürgermeister von Villach. Zudem vertrat er die SPÖ vom 19. Dezember 1945 bis zu seinem Tod im Nationalrat. Unter seiner Führung erfolgten die Planung und der Bau des Waldfriedhofes, auf dem er auch selbst begraben liegt.
Der in den 1960er Jahren errichtete Viktor-Petschnik-Hof wurde ihm zu Ehren benannt.